# Hauptstrasse 213
Die Hauptstrasse 213, auch Mattertalstrasse und allgemein Kantonsstrasse genannt, ist eine Hauptstrasse im Kanton Wallis in der Schweiz. Die 24 km lange Strasse erschliesst von Stalden aus die Ortschaften im Mattertal bis nach Täsch. Von dort aus ist die Zufahrt zur Ferienstation Zermatt auf der 6 km langen Zermatterstrasse nur mit einer besonderen Bewilligung erlaubt, während der allgemeine Reiseverkehr zwischen Täsch und Zermatt die Visp-Zermatt-Bahn benützt.

## Verlauf
Die Strasse beginnt südlich von Stalden im Verkehrskreisel «Illas» als Abzweigung von der Hauptstrasse 212, die von Visp aus in das Saasertal führt. Beim Kreisel überquert die hohe Illasbrücke die Schlucht der Mattervispa; über sie verlief bis 2019 der Innerorts-Abschnitt der Hauptstrasse 212 durch das Dorf Stalden; der Durchgangsverkehr gelangt seit 2019 über die Umfahrungsstrasse von Stalden und die neue Chineggabrücke nach Illas. Kurz nach dem Kreisel beginnt der Pfad zur alten Merjenbrücke, die 1930 als erste moderne Strassenbrücke über die Mattervispa für die Talstrasse gebaut wurde.
Von Stalden aus verläuft die Hauptstrasse 213 auf ihrer ganzen Länge am östlichen Berghang über dem Tobel der Mattervispa. Den ersten, stark durch Steinschlag gefährdeten Abschnitt unter hohen Felswänden durchquert sie mit dem 2008 eröffneten, 2,3 km langen Stägjitschuggetunnel. Sie passiert die Gemeinden St. Niklaus und Randa und überquert dabei mehrere Bachgräben und Lawinenzüge; den Einschnitt «Grosse Grabe» unterquert sie in einem kurzen Tunnel.
Nach dem grossen Bergsturz von Randa im Jahr 1991, der den Talboden unterhalb der Ortschaft Randa und die Strasse und die Bahnstrecke verschüttete, musste die Strasse – so wie auch das Trassee der Visp-Zermatt-Bahn – höher am Berghang neu gebaut werden.
Am Dorfrand von Täsch endet die Hauptstrasse beim sehr grossen Parkhaus «Matterhorn Terminal Täsch», von welchem aus die Reisenden im direkt nebenan gelegenen Bahnhof Täsch die Züge der Visp-Zermatt-Bahn erreichen können.

## Naturgefahren
Die Gebirgsstrasse ist im engen Tal durch Steinschlag, Lawinen, Rüfen und Hochwasser stark gefährdet. Rüfen des Wildibachs versperrten 1904 und 1947 die Strasse. Nach einem Unwetter am 3. Juli 2018 wurde die Strasse bei St. Niklaus durch eine Rüfe verschüttet, am 3. Dezember 2018 beschädigte ein Steinschlag die Strasse unterhalb von Grächen. Beim schweren Unwetter vom 22. Juni 2024 unterbrachen Rüfen die Strasse erneut an mehreren Stellen.